# Herbita renipuncta
Herbita renipuncta är en fjärilsart som beskrevs av W. Warren 1895. Herbita renipuncta ingår i släktet Herbita och familjen mätare. Inga underarter finns listade i Catalogue of Life.